# Кастельно-де-Мандай
Кастельно́-де-Манда́й (фр. Castelnau-de-Mandailles, окс. Castèlnau de Mandalhas) — коммуна во Франции, находится в регионе Окситания. Департамент — Аверон. Входит в состав кантона Эспальон. Округ коммуны — Родез.
Код INSEE коммуны — 12061.
Коммуна расположена приблизительно в 490 км к югу от Парижа, в 155 км северо-восточнее Тулузы, в 33 км к северо-востоку от Родеза.

## Население
Население коммуны на 2008 год составляло 546 человек.
| 1962 | 1968 | 1975 | 1982 | 1990 | 1999 | 2008 |
| ---- | ---- | ---- | ---- | ---- | ---- | ---- |
| 494  | 612  | 545  | 527  | 521  | 528  | 546  |

## Экономика
В 2007 году среди 342 человек в трудоспособном возрасте (15—64 лет) 240 были экономически активными, 102 — неактивными (показатель активности — 70,2 %, в 1999 году было 67,7 %). Из 240 активных работали 220 человек (124 мужчины и 96 женщин), безработных было 20 (9 мужчин и 11 женщин). Среди 102 неактивных 19 человек были учениками или студентами, 47 — пенсионерами, 36 были неактивными по другим причинам.

## Достопримечательности
- Церковь Камбон (XII век). Памятник истории с 1924 года[3]